# Orange vägglocke
Orange vägglocke (Opilio canestrinii, på svenska även italienlocke) är en spindeldjursart. Arten ingår i släktet Opilio, och familjen långbenslockar. Arten är reproducerande i Sverige.

## Beskrivning
Som artens namn antyder är kroppen hos hanen helt orange utan fläckar, medan den hos honan är brunröd med en diffus sadelteckning. Kroppslängden är hos hanen 4-6 millimeter, hos honan 4,5-8 millimeter. Det andra benparet är omkring 60-70 millimeter långt. Ögonkullen är lika bred som den är lång, och har fem eller sex par taggar. Mynningen på stinkkörtlarna är tydlig, käkarna har borst upptill och pedipalperna är smala med små borst. På större hanar finns det små taggar ventralt på pedipalpens lår och knä. Det yttersta segmentet av peripalpen är ganska långt och utvidgat utåt, särskilt hos hanen. Arten har mycket långa ben, som från låret och utåt är nästan svarta, medan det innersta segmentet är orange. Samtliga bensegment är runda. På låren finns rader av taggar, och på större individer har även de andra segmenten taggar.

## Utbredning
Arten härstammar från Italien och eventuellt även från delar av Nordafrika. Efter andra världskriget började den spridas över Europa, och på 1980-talet nådde den Danmark och Sydsverige. I Sverige är den påträffad så långt norrut som Dalälven. Den utvidgar fortfarande sitt utbredningsområde.

## Biotop
Arten lever på träd, klippor, murar och hus, främst i stadsmiljöer, till exempel trädgårdar, men den finns även i lövskog och buskmark. De vuxna individerna påträffas mellan sensommar och senhöst.